# アルスター伯爵

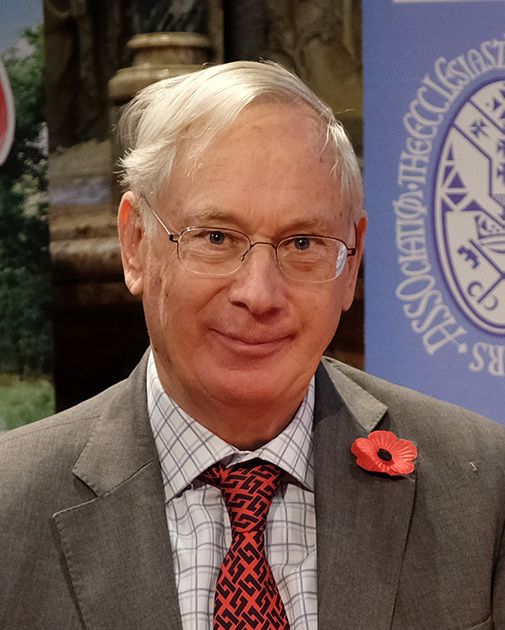
2019年現在、アルスター伯爵の爵位を保有しているグロスター公爵リチャード王子。写真は2018年撮影。

アルスター伯爵（アルスターはくしゃく、英語: Earl of Ulster）は、アイルランド王国と連合王国の伯爵位。アイルランド貴族として6度、連合王国貴族として2度創設された。

## 歴史

### ド・クルシー家とド・レイシ家
1170年代のノルマン人のアイルランド侵攻の後、イングランド王ヘンリー2世はアイルランドにおける3つの王権伯領をノルマン人貴族に授けた（このときに創設された王権伯は現代の歴史学者からは伯爵かロード（lord）と同等のものとされる）。「強弓」（Strongbow）のあだ名で知られるノルマン系ウェールズ人騎士ストリグイル伯リチャード・ド・クレア(1130-1176)はレンスター伯に、アングロ・ノルマンのサー・ヒュー・ド・レイシ(b. 1135-1186)はミーズ伯に叙され、サー・ジョン・ド・クルシー(1150-1219)は1181年にアルスター伯に叙された。ド・クルシーはさらにコノート卿（Lord of Connaught）に叙されると、ド・レイシ家とは競争相手の関係になった。1181年の特許状の原本は現存しないが、19世紀に特許登録簿（最初の特許登録簿は1201年に作成された）が研究され、ド・クルシーがアルスターを下付地として受け取ったとされる。
アルスターの面積はアイルランド全体の5分の1であり、ブリテン諸島における下付地としては最大級であるが、ド・クルシーは無許可でアイルランドにおける領地を強奪し、イングランド王ジョン(1167-1216)の怒りを買った。ミーズ伯の同名の息子ヒュー・ド・レイシ(c.1176-1243)はド・クルシーが臣従儀礼をしなかったと告発し、ジョン王はアルスター各地のバロンに手紙を出して、領主たるド・クルシーを説得して臣従儀礼をさせなければ領地を没収すると脅した。『アイルランド王国年代記』によると、1203年、ヒュー・ド・レイシはミーズから派遣されたイングランド兵とともにウラドに進軍して、ド・クルシーを追放したという。このとき、Dundaleathglass（おそらく現ダウン県）で戦闘が行われ、ド・クルシーは敗れたものの自身は脱出に成功した。翌1204年、ド・クルシーはド・レイシの軍勢から攻撃を受けてティロンに逃れたものの、ド・レイシ軍はキャリクファーガスまで追撃した。同年の聖金曜日、ド・クルシーはダウンパトリック教会で祈っている最中に襲撃を受け、ド・レイシの兵士から武器を奪い取って13人を殺すなど奮戦したもののやがて抑えられ、イングランドに移送されてロンドン塔に投獄された。ド・クルシーの領地と爵位は没収され、ド・レイシはド・クルシーの権利がそのまま授けられる形でアルスター伯爵に叙された。このときの叙爵ではジョン・ド・クルシーが最後の戦闘の日に所有した全てのものへの所有権をド・レイシに移すことが定められたが、教会だけは君主が所有するとしたという。その後、ド・クルシーは国王と和解して、1210年頃には年金を受け取るほど信頼を回復するものの、アイルランドの領地を取り戻すことはなかった。
翌1205年にはアルスター全体がド・レイシに与えられた。ド・レイシは1210年に大逆罪で爵位を剥奪され、1226年に回復されたが、ド・レイシが1243年に死去した時点の嫡出子は娘モード1人だけだったため、モードが1264年にコノート卿ウォルター・ド・バラと結婚すると、ド・バラは妻の権利によりアルスター伯爵に叙された。

### ド・バラ家から王領へ
ド・バラ家の紋章はアルスターの旗に採用されたが、アルスター伯爵の爵位は女系継承が繰り返されたためド・バラ家を離れ、やがて王領に統合された。3代伯爵ウィリアム・ドン・ド・バラ(1212-1233)が20歳で殺害された後（これがきっかけとなってバーク内戦が勃発）、1人娘エリザベス(1332-1363)は4代伯爵になり、イングランド王エドワード3世(1312-1377)の息子ライオネル・オブ・アントワープ(1338-1368)と結婚したためライオネルは妻の権利によりアルスター伯爵の爵位を保有した。2人の1人娘フィリッパ(1355-1382)は5代伯爵になり、フィリッパの夫エドマンド・モーティマー(1352-1381)は妻の権利によりアルスター伯爵の爵位を保有した。

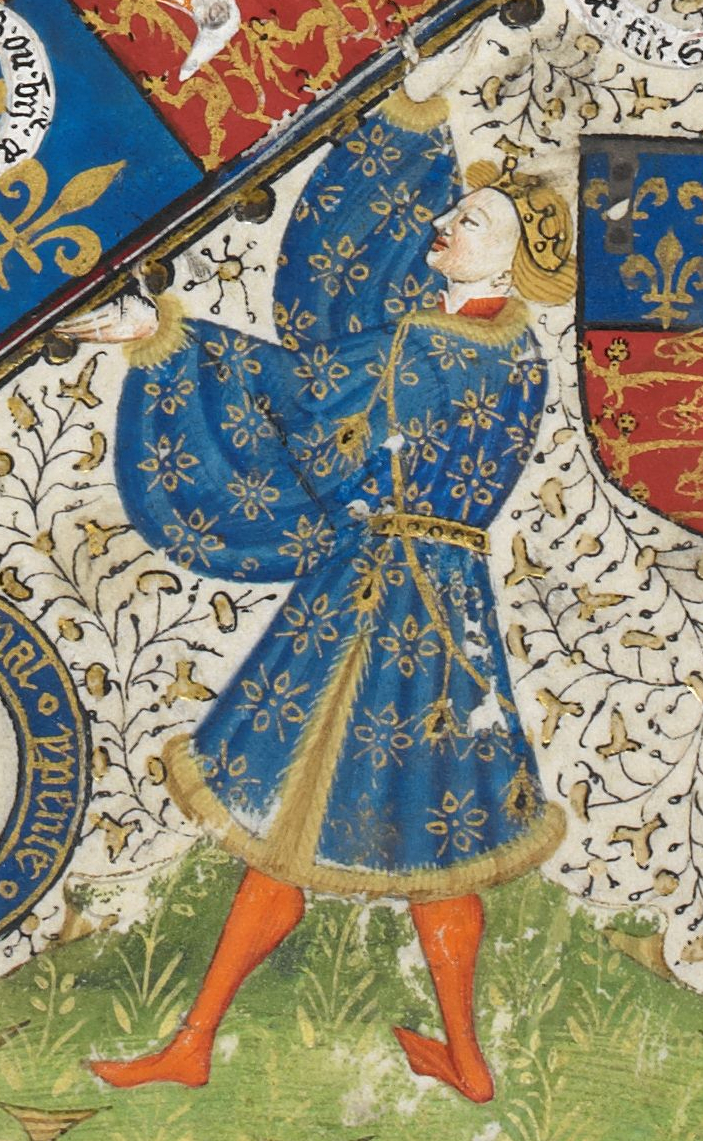
第3代ヨーク公爵・第8代アルスター伯爵リチャード・オブ・ヨーク

7代伯爵エドマンド・モーティマー(1391-1425)の死後、アルスター伯爵の爵位と領地は姉アン・モーティマー(1390-1411)の息子リチャード・オブ・ヨーク(1411-1460)が継承した。薔薇戦争でヨーク家が勝利すると、リチャードの息子にあたる9代伯爵エドワード・オブ・ヨーク(1442-1483)は1461年にエドワード4世としてイングランド王に即位、アルスター伯爵の爵位は王領に統合された。以降アルスター伯爵はもっぱらイギリスの王族の爵位として創設された。

### 王族の爵位として

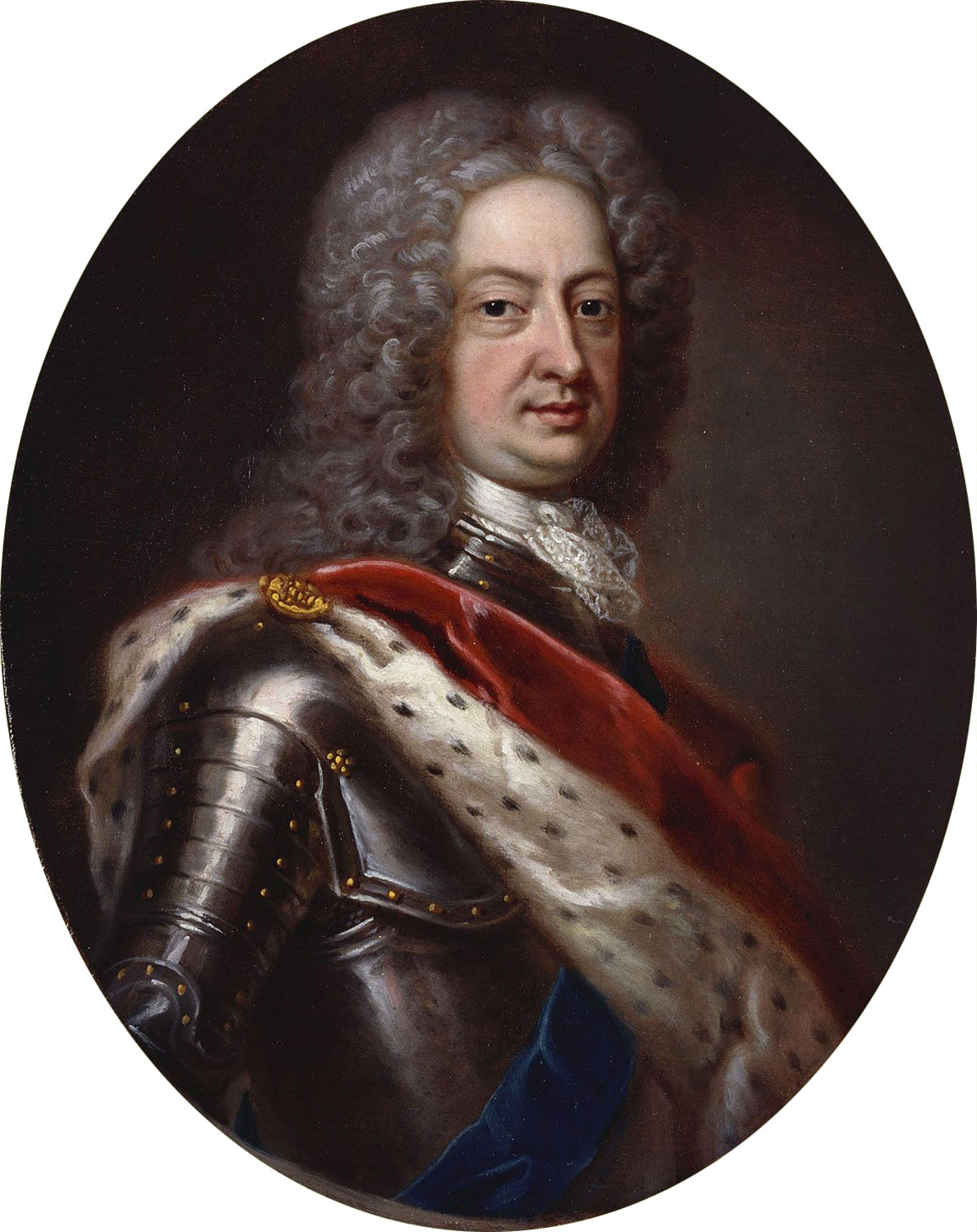
ヨーク＝オールバニ公爵・アルスター伯爵アーネスト・オーガスタス

1659年5月10日、ヨーク公爵ジェームズ・ステュアート(1633-1701)はアルスター伯爵に叙された。1685年にジェームズがジェームズ2世としてイングランド王、スコットランド王、アイルランド王に即位すると、爵位は王領に統合された。
ハノーファー選帝侯エルンスト・アウグスト(1629-1698)の息子でグレートブリテン国王ジョージ1世(1660-1727)の弟にあたるアーネスト・オーガスタス王子(1674-1728)は1716年7月5日にアイルランド貴族であるアルスター伯爵とグレートブリテン貴族であるヨーク＝オールバニ公爵に叙された。しかし、アーネスト・オーガスタス王子は1728年8月14日に生涯未婚のまま死去、爵位は廃絶した。
1760年4月1日、ジョージ3世(1738-1820)は弟にあたるエドワード王子(1739-1767)をアイルランド貴族であるアルスター伯爵とグレートブリテン貴族であるヨーク＝オールバニ公爵に叙した。1767年9月17日にエドワード王子が生涯未婚のまま病死すると、爵位は廃絶した。
1784年11月29日、ジョージ3世の次男フレデリック王子(1763-1827)はアイルランド貴族であるアルスター伯爵とグレートブリテン貴族であるヨーク＝オールバニ公爵に叙された。フレデリック王子は1827年1月5日に死去、後継者となる息子がおらず爵位は廃絶した。
1866年女王誕生記念叙勲において、ヴィクトリア女王(1819-1901)の次男アルフレッド・アーネスト・アルバート(1844-1900)は連合王国貴族であるアルスター伯爵、ケント伯爵、エディンバラ公爵に叙された。しかし、2人の息子に先立たれたため、1900年にアルフレッドが死去するとこれらの爵位は廃絶、ザクセン＝コーブルク＝ゴータ公は第2代オールバニ公爵チャールズ・エドワードが継承した。
1928年3月30日、ジョージ5世(1865-1936)の三男ヘンリー王子(1900-1974)はカロデン男爵、アルスター伯爵、グロスター公爵に叙された。1974年にヘンリー王子が死去すると、次男リチャード王子(1944-)が爵位を継承した。2012年現在、カロデン男爵はリチャード王子の孫ザン(2007-)が儀礼称号として使用している。

## アルスター王権伯（1181年）
- サー・ジョン・ド・クルシー（英語版）（1150年 – 1219年）
  - 1204年、剥奪

## アルスター伯爵（第1期、1205年）
- 初代アルスター伯爵ヒュー・ド・レイシ（英語版）（1176年頃 – 1243年）

## アルスター伯爵（第2期、1264年）
- 初代アルスター伯爵ウォルター・ド・バラ（1230年頃 – 1271年）
- 第2代アルスター伯爵リチャード・オーグ・ド・バラ（1259年 – 1326年）
- 第3代アルスター伯爵ウィリアム・ドン・ド・バラ（1312年 – 1333年）
- クラレンス公爵夫人・第4代アルスター伯爵エリザベス・ド・バラ（1332年 – 1363年）
  - 初代クラレンス公爵・妻の権利によるアルスター伯爵ライオネル・オブ・アントワープ（1338年 – 1368年）
- 第5代アルスター女伯爵フィリッパ・オブ・クラレンス（1355年 – 1382年）
  - 第3代マーチ伯爵・妻の権利によるアルスター伯爵エドマンド・モーティマー（1352年 – 1381年）
- 第4代マーチ伯爵・第6代アルスター伯爵ロジャー・モーティマー（1374年 – 1398年）
- 第5代マーチ伯爵・第7代アルスター伯爵エドマンド・モーティマー（1391年 – 1425年）
- 第3代ヨーク公爵・第8代アルスター伯爵リチャード・オブ・ヨーク（1411年 – 1460年）
- 第4代ヨーク公爵・第9代アルスター伯爵エドワード・オブ・ヨーク（1442年 – 1483年）
  - 1461年、エドワード4世としてアイルランド卿、イングランド王に即位、爵位は王領に統合された。

## アルスター伯爵（第3期、1659年）
- 初代ヨーク公爵・初代オールバニ公爵・初代アルスター伯爵ジェームズ・ステュアート（1633年 – 1701年）
  - 1685年、ジェームズ2世としてイングランド王、スコットランド王、アイルランド王に即位、爵位は王領に統合された。

## アルスター伯爵（第4期、1716年）
- 初代ヨーク＝オールバニ公爵・初代アルスター伯爵アーネスト・オーガスタス王子（1674年 – 1728年）

## アルスター伯爵（第5期、1760年）
- 初代ヨーク＝オールバニ公爵・初代アルスター伯爵エドワード王子（1739年 – 1767年）

## アルスター伯爵（第6期、1784年）
- 初代ヨーク＝オールバニ公爵・初代アルスター伯爵フレデリック王子（1763年 – 1827年）

## アルスター伯爵（第7期、1866年）
- 初代エディンバラ公爵・初代アルスター伯爵アルフレッド・アーネスト・アルバート（1844年 – 1900年）

## アルスター伯爵（第8期、1928年）
- 初代グロスター公爵・初代アルスター伯爵ヘンリー王子（1900年 – 1974年）
- 第2代グロスター公爵・第2代アルスター伯爵リチャード王子（1944年 – ）
  - 法定推定相続人は長男にあたるアルスター伯爵（儀礼称号）アレグザンダー・ウィンザー（1974年 – ）
    - 法定推定相続人の法定推定相続人はその長男にあたるカロデン男爵（儀礼称号）ザン・ウィンザー（2007年 – ）